# Spinnaker Tower
La Spinnaker Tower o Portsmouth Millennium Tower è una torre panoramica che si trova a Portsmouth, nel Regno Unito. Alta 170 m, è stata inaugurata nell'ottobre 2005. Possiede un ristorante panoramico con 80 posti.